# Terrence Douglas
Terrence John Douglas (* 14. September 2001 in Amsterdam) ist ein niederländischer Fußballspieler, der aktuell beim Roda JC Kerkrade unter Vertrag steht.

## Karriere

### Verein
Douglas begann seine fußballerische Laufbahn bei der AVVV Zeeburgia, wo er bis 2009 spielte. Im Alter von sieben Jahren wechselte er in die Jugendakademie von Ajax Amsterdam. 2016/17 war er zum ersten Mal im Kader der B-Junioren. In der Folgesaison entwickelte er sich zum Stammspieler bei den B-Junioren und spielte insgesamt 26 Mal, wobei er außerdem einmal bei den A-Junioren auf der Bank war. Die Folgesaison über kam er 21 Mal für die A-Junioren zum Einsatz und spielte außerdem zweimal in der Youth League. Am Ende der Saison gewann er mit der U19 das Double aus Pokal und Liga. Außerdem debütierte er am 25. März 2019 (30. Spieltag) für die Zweitmannschaft gegen den FC Utrecht II. Die darauf folgende Saison beendete er mit 21 U19-Spielen, davon spielte er siebenmal in der Youth League, wobei er einmal traf, und in einem Zweitligaspiel. 2020/21 avancierte er zum Stammspieler bei Jong Ajax, für die er am 19. Oktober 2020 (7. Spieltag) sein erstes Tor gegen FC Utrecht II schoss. Nach elf Einsätzen und einem Tor in der Saison 2021/22 wurde er an den Ligakonkurrenten FC Den Bosch verliehen. Sein Debüt dort gab er am 6. Februar 2022 (25. Spieltag) über 90 Minuten bei einer 0:1-Niederlage gegen ADO Den Haag. Bis zum Saisonende kam er auf zwölf Ligaspiele für seinen Leihverein.
Nach seiner Rückkehr wechselte er fest in die eerste Divisie zum Roda JC Kerkrade.

### Nationalmannschaft
Douglas spielte bislang für diverse Juniorennationalmannschaften der Niederlande und kam insgesamt 16 Mal zum Einsatz, wobei er einmal traf.

## Erfolge
- Niederländischer U19-Meister: 2019
- Niederländischer U19-Pokalsieger: 2019